# Asichnus lavrenkoi
Asichnus lavrenkoi är en insektsart som beskrevs av Alexander Fyodorovich Emeljanov 1992 . Asichnus lavrenkoi ingår i släktet Asichnus och familjen dvärgstritar. Inga underarter finns listade i Catalogue of Life.